# Roscoe Smith
Roscoe R. Smith (Baltimora, 1º maggio 1991) è un cestista statunitense.

## Palmarès
- Campione NCAA (2011)
- All-NBDL All-Rookie Third Team (2015)